# Kativolk
Kativolk ali Katuvolk je bil kralj polovice Eburonov, naseljenih  med rekama Meuse in Ren, * ni znano, † 53 pr. n. št.
Drugi kralj je bil Ambioriks. Eburoni pod njunim vodstvom so se leta 54 pr. n. št. uprli Rimljanom. Naslednje leto se jim je Julij Cezar maščeval in opustošil njihovo ozemlje. Kativolk, ki je bil že precej star in ni mogel prenesti niti naporov vojne niti poraza, je preklel Ambioriksa in se je zastrupil z zvarkom iz tise.

## Ime
Galsko osebno ime Catu-uolcos (vojni sokol, bojni jastreb) je zloženka, sestavljena iz catu- (vojni, bojni), ki mu je pridan uolcos (sokol, jastreb). Eburonsko ime ima natančno vzporednico v srednjevaližanskem cadwalch (junak, prvak, bojevnik), obe besedi pa izhajata iz protokeltske oblike *katuwolkos. Izraz je soroden galskemu etnonimu Volcae.